# Мой друг Сократик
«Мой друг Сократик» (латыш. Mans draugs Sokrātiņš) — телевизионный художественный фильм режиссёра Андриса Розенбергса по мотивам повести Владимира Железникова «Каждый мечтает о собаке». Снят по заказу Гостелерадио СССР на Рижской киностудии в 1984 году.

## Сюжет
Раймонд учится в четвёртом классе одной из рижских школ. Ребята прозвали его Сократиком за обострённое чувство справедливости и склонность к разговорам на отвлечённые темы. Родители в командировке и Раймонд находится под присмотром своего деда, бывшего моряка.
Как-то вечером к ним в гости заглянул капитан дальнего плавания, старый товарищ деда. Сквозь сон Раймонд слышал их разговор. Друзья вспоминали молодые годы и капитан поведал о сокровищах, якобы спрятанных в том доме, где они жили до войны.
Сократик решил, что капитан хочет забрать золото себе. Он рассказал о кладе ребятам и они после уроков пошли к старому дому. Когда стало понятно, что никаких сокровищ нет, рассердившиеся кладоискатели набросились на виновника с кулаками.
Раймонду было стыдно, что он подозревал своего деда в попытке присвоить клад. С тяжёлым сердцем он пошёл посоветоваться с Арнольдом Борисовичем, бывшим лётчиком-испытателем. Тот как мог успокоил Сократика, рассказав в качестве примера свою историю о несправедливом для него выводе товарищей о серьёзной аварии испытуемого им самолёта.

## В ролях
- Раймонд Павлов — Раймонд «Сократик»
- Янис Упмалис — Янис Кулаков
- Анна Видулея — Анна Кулакова
- Кристина Клетниеце — Кристина
- Крист Калниньш — Крист
- Арнис Лицитис — Арнольд Борисович
- Вальдемар Зандберг — дедушка Сократика
- Улдис Думпис — папа Яниса и Анны
- Улдис Ваздикс — папа Сократика
- Нормунд Вейнбергс — «Жирафа»
- Даце Балоде — Даце
- Майрита Барановска — Майрита

## Съёмочная группа
- Автор сценария: Владимир Железников
- Режиссёр-постановщик: Андрис Розенбергс
- Оператор-постановщик: Рихард Пикс
- Композитор: Имантс Калныньш
- Художник-постановщик: Гунарс Балодис
- Звукооператор: Игорь Яковлев